# Полінезійський трикутник

Полінезійський трикутник

Полінезійський трикутник — умовний географічний район у Тихому океані.
Полінезійський трикутник не має чітких меж, і прийнято вважати, що він знаходиться всередині уявних ліній, що з'єднують Гавайські острови і Нову Зеландію (включаючи Тувалу і поділяючи Фіджі і Тонга), далі до острова Пасхи і повертаючись від острова Пасхи знову до Гавайських островів.
Корінні народи, які населяють острови полінезійського трикутника мають споріднені мови полінезійської групи, а також подібні культурні, релігійні традиції та побутові підвалини.